# Doug Lee
Douglas Edward Lee, detto Doug (Washington, 24 ottobre 1964), è un ex cestista statunitense, professionista nella NBA, in Croazia e in Italia.

## Carriera
È stato selezionato dagli Houston Rockets al secondo giro del Draft NBA 1987 (35ª scelta assoluta).